# 李夏茵
李夏茵，JP（1972年—），現任醫院管理局行政總裁，曾任醫管局策略發展總監及醫務衞生局副局長。

## 簡歷
李夏茵於高中時期於英華女學校就讀，在1991年中七畢業後在香港大學醫學院就讀，並於1996年畢業。大學畢業後，她在同年加入醫管局工作至今，並曾在明愛醫院內科病房工作。
李夏茵於2008年加入醫院管理局行政管理團隊，2016年晉升為策略發展總監。她曾為多個專業組織服務，如擔任香港麻醉科醫學院及香港社會醫學學院委員會成員。
她亦為香港大學公共衞生碩士，同時擁有多項專業資歷，包括香港麻醉科醫學院及香港社會醫學學院（行政醫學）專業資格，2022年7月出任醫務衛生局副局長。
2025年7月2日，香港政府宣布李夏茵現任醫院管理局行政總裁，接替離職的高拔陞；李夏茵將於7月14日開始離職前休假；而她的副局長職位亦將由范婉雯接任。